# Межове (Білогірський район)
Межове́ (до 1948 — Чуча, крим. Çuça) — село Білогірського району Автономної Республіки Крим.
Відстань від райцентру до населеного пункта становить 13 кілометрів по прямій.

## Населення

### Мова
Розподіл населення за рідною мовою за даними перепису 2001 року:
| Мова              | Відсоток |
| ----------------- | -------- |
| російська         | 47,34 %  |
| кримськотатарська | 40,58 %  |
| українська        | 12,08 %  |

## Люди
В селі народився Принц Яків Іванович (1891—1966) — радянський ентомолог, фітопатолог і виноградар.